# Копелян, Ефим Захарович
Ефи́м Заха́рович Копеля́н (30 марта [12 апреля] 1912, Речица, Минская губерния, Российская империя — 6 марта 1975, Всеволожск, Ленинградская область, СССР) — советский актёр театра и кино; народный артист СССР (1973), лауреат Государственной премии РСФСР имени братьев Васильевых (1976 — посмертно). Один из ведущих актёров ЛБДТ имени М. Горького.

## Биография
Родился 30 марта (12 апреля) 1912 года в Речице (ныне — Гомельская область, Беларусь), в еврейской семье. У его отца, лесозаготовителя и бракёра Залмана Давидовича Копеляна (1874—1956), уроженца Екатеринослава, и матери, Маши Мордуховны Копелян (урождённой Френкель, 1878—1954), родом из Речицы, было ещё пять сыновей. Родители заключили брак 3 августа 1899 года в Носовичах Гомельского уезда Могилёвской губернии. Деду по материнской линии, лесопромышленнику и одному из самых состоятельных людей Речицы Мордуху Хацкелевичу Френкелю, принадлежал лесопильный завод, поставлявший древесину для мостов военного ведомства. Один из старших братьев, Исаак Залманович Копелян, стал известным художником, двое погибли на фронте в годы Великой Отечественной войны: Абрам (1902—1945) — под Ленинградом, Евгений (1908—1945) — в Польше. Также были братья Михаил (1900—1984) и Григорий (1914—1936).

С Зинаидой Шарко в спектакле «Пять вечеров», 1959 год

В 1912—1929 годах жил в Речице на улице Карла Маркса, дом 25. В 1928 году окончил Речицкую трудовую школу. В 1928—1929 годах работал художником при Речицком кинотеатре. В 1929 году приехал в Ленинград и некоторое время работал токарем на заводе «Красный Путиловец», а затем поступил в Институт пролетарского изобразительного искусства (ныне Институт живописи, скульптуры и архитектуры имени И. Е. Репина) на архитектурный факультет, где ранее обучались его два брата.
Во время учёбы участвовал в массовках в спектаклях Большого драматического театра имени М. Горького и, в конце концов, оставив институт, в 1931 году поступил в студию при театре, где его наставником был К. К. Тверской (в то время главный режиссёр БДТ); ещё студийцем сыграл лорда Грея в спектакле К. К. Тверского «Жизнь и смерть короля Ричарда III». По окончании студии в 1935 году был принят в труппу театра, в котором работал до конца жизни. С приходом в 1956 году Г. А. Товстоногова на пост главного режиссёра стал одним из ведущих актёров БДТ.
В годы войны был актёром фронтового Театра народного ополчения (1941—1943).

Памятник на Литераторских мостках Волковского кладбища в Санкт-Петербурге

Мемориальная доска на Бассейной улице в Санкт-Петербурге

Одновременно много снимался в кино, исполнил множество ярких характерных ролей в фильмах «Неуловимые мстители», «Интервенция», «Даурия», «Вечный зов», «Соломенная шляпка». Одна из наиболее известных работ — авторский текст, произносимый за кадром, в телесериале «Семнадцать мгновений весны» (за эту работу актёр даже получил от коллег шуточное прозвище Ефим Закадрович). Принимал участие в дубляже иностранных фильмов на киностудии «Ленфильм», также озвучил роль агента (в кадре Н. Волкова-старшего) в фильме «Полосатый рейс». Пробовал себя в режиссуре, поставил несколько спектаклей на Ленинградском телевидении.
Проживал в доме № 32 по Садовой улице. С 1962 года до конца своих дней жил в Ленинграде на Бассейной улице в доме 47[значимость факта?].
Умер от инфаркта миокарда 6 марта 1975 года в санаторном отделении «Мельничный Ручей» больницы им. Я. М. Свердлова под Ленинградом. Похоронен на Литераторских мостках.

## Семья
- Первая жена (1935—1940) — Татьяна Илларионовна Певцова (1909—2000), актриса, дочь актёра И. Н. Певцова.
- Вторая жена (с мая 1941) — Людмила Иосифовна Макарова (1921—2014), актриса, народная артистка СССР (1977).
  - Сын — Кирилл Ефимович Копелян (1948—2005), актёр.
- Племянник — Григорий Исаакович Капелян (род. 1940), художник и литератор.

## Творчество

### Роли в театре
- 1932 — «Джой-стрит» («Улица радости») Н. А. Зархи — 1-й полисмен, 2-й агент
- 1932 — «Егор Булычов и другие» М. Горького — повар
- 1932 — «Мой друг» Н. Ф. Погодина — кавалер, хозяйственник
- 1933 — «Человек с портфелем» А. М. Файко — швейцар
- 1933 — «Разлом» Б. А. Лавренёва — матрос
- 1933 — «Укрощение мистера Робинзона» В. А. Каверина — Дильдаш
- 1933 — «Продавцы славы» М. Паньоля, П. Нивуа — солдат с фронта
- 1933 — «Анна Кристи» Ю. О’Нила — 2-й грузчик
- 1933 — «Слуга двух господ» К. Гольдони — 1-й носильщик, мальчик в гостинице
- 1934 — «Личная жизнь» В. А. Соловьева — нищий
- 1934 — «Дон Карлос» Ф. Шиллера. Режиссёр А. Н. Лаврентьев — офицер
- 1934 — «Интервенция» Л. И. Славина — 1-й солдат
- 1935 — «Аристократы» Н. Ф. Погодина. Постановка В. В. Люце — врач
- 1935 — «Бесприданница» А. Н. Островского — солидный господин
- 1935 — «Не сдадимся» С. А. Семёнова — кинооператор Бурко
- 1935 — «Жизнь и смерть короля Ричарда III» по трагедии У. Шекспира «Ричард III». Постановка К. К. Тверского — лорд Грей
- 1936 — «Каменный гость» А. С. Пушкина — гость Лауры
- 1937 — «Дума о Британке» Ю. И. Яновского — дед Гречка
- 1938 — «Кубанцы» В. М. Ротко. Постановка Б. А. Бабочкина — Зозуля, Чернышенко
- 1938 — «Человек с ружьём» Н. Ф. Погодина — Капитан
- 1939 — «Дачники» М. Горького. Постановка Б. А. Бабочкина — Замыслов
- 1939 — «Бикин впадает в Уссури» М. Ф. Чумандрина; постановка А. В. Мелузова — Пшеничный
- 1940 — «Вишнёвый сад» А. П. Чехова — Яша
- 1940 — «Царь Потап» А. А. Копкова — Павел
- 1940 — «Корнелиус», постановка Р. Р. Сусловича — Эрик Шеффорд
- 1941 — «Король Лир» У. Шекспира — Эдмунд
- 1944 — «Офицер флота» А. А. Крона. Постановка Л. С. Рудника — Веретенников
- 1944 — «На дне» М. Горького — татарин
- 1945 — «Сотворение мира» Н. Ф. Погодина — моряк
- 1945 — «Любовь земная и небесная» Б. Балажа — Алдан
- 1946 — «Под каштанами Праги» К. М. Симонова. Постановка Л. С. Рудника — Юлий Мачек
- 1946 — «Дорога победы», постановка Н. С. Рашевской — Ковров
- 1947 — «Верность» Л. М. Жежеленко, А. Троева — Рождественский
- 1947 — «Русский вопрос» К. М. Симонова — Боб Мерфи
- 1948 — «Давным-давно» А. К. Гладкова. Постановка П. К. Вейсбрёма — Фош
- 1948 — «Джо Келлер и сыновья» А. Миллера — Джордж Девер
- 1948 — «Враги» М. Горького — Скроботов
- 1948 — «В одном городе» А. В. Софронова — Сорокин
- 1949 — «Дачники» М. Горького. Постановка Б. А. Бабочкина — Рюмин
- 1949 — «Успех» Е. М. Мина, А. М. Минчковского — Чекишин
- 1949 — «Девушка с кувшином» Л. де Веги. Постановка А. В. Соколова — Мартин, слуга
- 1949 — «Егор Булычов и другие» М. Горького — Звонцов
- 1949 — «Чужая тень» К. М. Симонова — Григорий Иванович Рыжов
- 1950 — «Разлом» Б. А. Лавренёва — анархист
- 1950 — «Флаг адмирала» А. П. Штейна — Нельсон
- 1951 — «Любовь Яровая» К. А. Тренёва. Постановка И. С. Ефремова — Елисатов, Швандя
- 1951 — «Младший партнёр» А. А. Первенцева — Колдер
- 1952 — «Яблоневая ветка» B. А. Добровольского и Я. Смоляка. Постановка А. В. Соколова и Е. З. Копеляна — Блицын
- 1952 — «Достигаев и другие» М. Горького. Постановка Н. С. Рашевской — Мокроусов
- 1952 — «Кандидат партии» А. А. Крона. Постановка В. П. Кожича — Анатолий Востряков
- 1952 — «Рюи Блаз» В. Гюго. Постановка И. С. Ефремова — дон Сезар де Базан
- 1953 — «Пролог» А. П. Штейна; постановка А. В. Соколова — Игнатий
- 1954 — «Половчанские сады» Л. М. Леонова — Василий
- 1954 — «Вихри враждебные» Н. Ф. Погодина — Рейли
- 1955 — «Перед заходом солнца» Г. Гауптмана — Ганефельдт
- 1956 — «Шестой этаж» А. Жери. Постановка Г. А. Товстоногова — Макс Лескалье
- 1956 — «Когда горит сердце» В. П. Кина; режиссёр И. П. Владимиров — Майба
- 1956 — «Ученик дьявола» Б. Шоу — Ричард Даджен
- 1956 — «Когда цветёт акация» Н. Г. Винникова — Ведущий
- 1956 — «Преступление Энтони Грэхема» Дж. Гордона — Генри Боссмэн
- 1957 — «Метелица» В. Ф. Пановой — комиссар Меркулов
- 1957 — «В поисках радости» В. С. Розова — Леонид Павлович
- 1958 — «Синьор Марио пишет комедию» А. Николаи. Постановка Г. А. Товстоногова — Марио Арманди
- 1958 — «Дали неоглядные» Н. Е. Вирты — Попов
- 1959 — «Пять вечеров» А. М. Володина. Постановка Г. А. Товстоногова — Александр Петрович Ильин (первый исполнитель роли)
- 1959 — «Варвары» Максима Горького — Редозубов
- 1960 — «Иркутская история» А. Н. Арбузова — старейшина хора
- 1960 — «Гибель эскадры» А. Е. Корнейчука. Постановка Г. А. Товстоногова — Балтиец
- 1961 — «Не склонившие головы» по пьесе Н. Дугласа и Г. Смита «Скованные одной цепью». Постановка Г. А. Товстоногова — Джексон
- 1962 — «Горе от ума» А. С. Грибоедова; . Постановка Г. А. Товстоногова — Платон Михайлович Горич
- 1963 — «Карьера Артуро Уи» Б. Брехта. Постановка Э. Аксера — Эрнесто Рома
- 1963 — «Палата» С. Н. Алёшина — Новиков
- 1965 — «Я, бабушка, Илико и Илларион» Н. В. Думбадзе. Постановка Р. С. Агамирзяна — Илларион
- 1965 — «Три сестры» А. П. Чехова. Постановка Г. А. Товстоногов — Александр Игнатьевич Вершинин
- 1967 — «Правду! Ничего, кроме правды!» Д. Н. Аль — полковник Робинс
- 1967 — «Луна для пасынков судьбы» Ю. О’Нила. Постановка Г. А. Товстоногова — Джеймс Тайрон
- 1967 — «Традиционный сбор» В. С. Розова — кинорежиссёр
- 1968 — «Счастливые дни несчастливого человека» А. Н. Арбузова — профессор Берг
- 1969 — «Король Генрих IV» У. Шекспира — Вустер
- 1970 — «Беспокойная старость» Л. Н. Рахманова. Постановка Г. А. Товстоногова — текст от театра
- 1970 — «Третья стража» Г. А. Капралова и С. И. Туманова. Постановка Г. А. Товстоногова — Савва Тимофеевич Морозов
- 1972 — «Ханума» А. А. Цагарели. Постановка Г. А. Товстоногова — Микич Котрянц
- 1974 — «Прошлым летом в Чулимске» А. В. Вампилова — Афанасий
- 1974 — «Три мешка сорной пшеницы» В. Ф. Тендрякова. Постановка Г. А. Товстоногова — Евгений Тулупов
- «Много шума из ничего» У. Шекспира — Бенедикт

### Сорежиссёр
- 1952 — «Яблоневая ветка» B. А. Добровольского и Я. Смоляка (совместно с А. В. Соколовым)
- 1953 — «Большие хлопоты» Л. С. Ленча
- 1953 — «Сады» Е. Д. Люфанова
- 1954 — «Вихри враждебные» Н. Ф. Погодина

### Работы на телевидении (телеспектакли)
1. 1952 — Разлом — Лохматов
2. 1953 — Любовь Яровая — Аркадий Петрович Елисатов
3. 1959 — Достигаев и другие — Мокроусов
4. 1960 — Третья, патетическая — Лавруха Куманин
5. 1961 — Гром на улице Платанов — Блейк
6. 1961 — Коллеги
7. 1963 — Далёкое — Малько
8. 1963 — Зима тревоги нашей — Марулло
9. 1963 — Рембрандт — Рембрандт (также и режиссёр)
10. 1964 — Совесть не прощает — Нурдин
11. 1965 — Братья Рико
12. 1965 — Жизнь Галилея — Галилео Галилей
13. 1965 — Обещание счастья — рассказчик
14. 1965 — Страх и отчаяние в Третьей империи — муж
15. 1966 — Расточитель — Князев (также и режиссёр)
16. 1966 — Театральные встречи БДТ в Москве
17. 1967 — Доктор Стокман — Стокман (также и режиссёр)
18. 1967 — Машина Килиманджаро
19. 1967 — Метелица — Меркулов
20. 1969 — Правду! Ничего, кроме правды! — полковник Раймонд Робинс
21. 1969 — Смерть Вазир-Мухтара — Алаяр-хан
22. 1972 — 31-й отдел — Иенсен, комиссар полиции
23. 1974 — Ты мне только пиши — Гервасий Васильевич

### Фильмография
1. 1932 — Ошибка героя — балалаечник
2. 1941 — Танкер «Дербент» — рулевой
3. 1941 — Боксёры — Кандахчан
4. 1949 — Александр Попов — маркиз Соляри
5. 1952 — Джамбул — А. И. Микоян
6. 1955 — Овод — начальник погранзаставы
7. 1956 — Пролог — поп Г. А. Гапон
8. 1956 — Старик Хоттабыч — буровой мастер Джафар Али Мухаммедов
9. 1956 — Искатели — Смородин
10. 1957 — Хождение по мукам — казачий есаул
11. 1957 — Балтийская слава — Сусликов
12. 1958 — Кочубей — Г. К. Орджоникидзе
13. 1958 — В дни Октября — Л. Д. Троцкий
14. 1958 — Мистер Икс — поклонник Теодоры
15. 1961 — Самые первые — Рубен Григорьевич
16. 1962 — 713-й просит посадку — фармацевт
17. 1962 — В мёртвой петле — А. А. Анатра
18. 1962 — Молчат только статуи — Генри Смит
19. 1963 — Всё остаётся людям — Филимонов
20. 1964 — До свидания, мальчики! — жестянщик
21. 1964 — Сон — Прехтель
22. 1964 — Я — шофёр такси
23. 1965 — Авария — Григорий Иванович, прокурор области
24. 1965 — Время, вперёд! — Налбандов
25. 1965 — Как вас теперь называть? — Кольвиц
26. 1965 — На одной планете — испанский посол
27. 1965 — Двадцать шесть бакинских комиссаров — генерал Бачхаров
28. 1965 — Залп «Авроры» — Л. Д. Троцкий / полковник Радомыслов
29. 1966 — Неуловимые мстители — атаман Бурнаш
30. 1967 — Бабье царство — Каспар
31. 1967 — Николай Бауман — меценат С. Т. Морозов
32. 1967 — Особое мнение — Ключарёв
33. 1967 — Софья Перовская — министр М. Т. Лорис-Меликов
34. 1968 — Новые приключения неуловимых — атаман Бурнаш
35. 1968 — Гроза над Белой — М. В. Ханжин
36. 1968 — Интервенция — Филипп
37. 1968 — Крах — Вячеслав Рудольфович Менжинский
38. 1968 — Наши знакомые — Дорн
39. 1968 — Ошибка резидента — Сергеев, генерал КГБ
40. 1969 — Её имя — Весна — Тураханов
41. 1969 — Опасные гастроли — Бобруйский-Думбадзе
42. 1969 — Преступление и наказание — Аркадий Иванович Свидригайлов
43. 1970 — Судьба резидента — Сергеев, генерал КГБ
44. 1970 — Сердце России — Рябцев
45. 1970 — Мир хижинам — война дворцам — Гервасий Драгомирецкий
46. 1970 — Чайка — Евгений Сергеевич Дорн
47. 1971 — Даурия — Елисей Каргин
48. 1971 — Фитиль (фильм № 114, новелла «Трудное положение») — учитель
49. 1971 — Корона Российской империи, или Снова неуловимые — Бурнаш
50. 1971 — Егор Булычов и другие — Василий Достигаев, компаньон Булычова
51. 1972 — Возвращение — академик Григорий Ванунц
52. 1972 — Хроника ночи — Луис
53. 1972 — Тайник у Красных камней — Джафар
54. 1972 — Свеаборг — полковник Александр Дмитриевич Нотара
55. 1972 — Гроссмейстер — учитель
56. 1973 — Докер — старшой
57. 1973 — Вечный зов — Михайло Лукич Кафтанов
58. 1973 — Крах инженера Гарина — Гастон Леклер, Утиный Нос
59. 1973 — Старая крепость — отец Григоренко
60. 1973 — Открытая книга — Максимов
61. 1973 — Это сильнее меня — стармех
62. 1973 — Исполняющий обязанности — архитектор Бадалян
63. 1974 — Повесть о человеческом сердце — Николай Николаевич Бурцев, ректор
64. 1974 — Последний день зимы — Маврин
65. 1974 — Соломенная шляпка — Бопертюи
66. 1974 — Северный вариант — министр
67. 1975 — Ольга Сергеевна — Александр Александрович Дубровский, директор института
68. 1975 — Ярослав Домбровский — Князь В. О. Бебутов

### Дублирование фильмов
1. 1957 — Моя ошибка — Муса (роль С. Джаманова)
2. 1957 — Наурис — Лазданс (роль Б. Приедитиса)
3. 1957 — Швейк на фронте — Фландерка (роль Я. Марвана)
4. 1959 — Дорога жизни
5. 1959 — Токтогул
6. 1960 — Девушка Тянь-Шаня
7. 1961 — Друг песни — Пальк (роль И. Таммура)
8. 1961 — Отвергнутая невеста — Туйчиев / Холмат (роли Н. Рахимова и О. Джалилова)
9. 1961 — Полосатый рейс — агент фирмы-продавца зверей (роль Николая Волкова-старшего)
10. 1961 — Сказание о любви — шейх Хашими (роль А. Ю. Зейналова)
11. 1962 — Золотой зуб — доктор Иван Делиев (роль С. Пейчева)
12. 1963 — Горные мстители
13. 1963 — Пятеро из Ферганы — Уразов (роль А. Бакирова)
14. 1963 — Хроника одного дня — Римша (роль Б. Бабкаускаса)
15. 1964 — Буря над Азией — Кафланбек (роль А. Бакирова)
16. 1964 — Государственный преступник — Сергей Сергеевич Утехин (роль А. Г. Момбели)
17. 1965 — Никто не хотел умирать — святой Юозапас (роль Л. Норейки)
18. 1965 — У каждого своя дорога — Мамбет (роль Н. С. Жантурина)
19. 1966 — Друг Горького — Андреева (документальный) — текст за кадром
20. 1966 — Ночи без ночлега — немецкий офицер (роль С. Космаускаса)
21. 1966 — Письма с острова Чудаков — Мартин Пури (роль К. Карма)
22. 1966 — Поэма двух сердец — Агзамхан (роль А. Бакирова)
23. 1966 — Похищенный дирижабль
24. 1966 — Тайна пещеры Каниюта — Джавхарий (роль А. Ходжаева)
25. 1967 — Дорога домой — Зигмунт (роль Г. А. Дунца)
26. 1967 — Женя, Женечка и «катюша» — командир дивизиона (роль А. А. Ильина)
27. 1967 — Семь нот в тишине… (документальный) — текст за кадром
28. 1967 — Снег среди лета — Афанасий (роль Е. Я. Диордиева)
29. 1968 — Брат доктора Гомера — Атанас (роль П. Вуисича)
30. 1968 — Всего одна жизнь — Фритьоф Нансен (роль К. Вигерта)
31. 1968 — Загадка Крылова (документальный) — читает текст
32. 1968 — Знамёна самураев
33. 1968 — Мёртвый сезон — Смит (роль А. Эсколы)
34. 1968 — Снегурочка — Мураш (роль С. И. Крылова)
35. 1968 — Тайна деревянных идолов — инспектор Лаубе (роль Г. Кёфера)
36. 1969 — Адам и Хева — рассказчик
37. 1969 — Встречи с Горьким (документальный) — текст за кадром
38. 1969 — Директор — Магараев (роль Б. А. Закариадзе)
39. 1969 — Завтра, третьего апреля… — Василий Степанович (роль М. К. Екатерининского)
40. 1969 — Лев готовится к прыжку
41. 1969 — Люди земли и неба (документальный) — читает текст
42. 1969 — Посол Советского Союза — министр иностранных дел (роль А. Эсколы)
43. 1969 — Следствие по делу гражданина вне всяких подозрений
44. 1970 — Миссия в Кабуле — читает текст
45. 1970 — Мы покупаем пожарную машину
46. 1970 — Начало — Кошон (роль Е. А. Лебедева)
47. 1970 — Память (документальный) — закадровый текст
48. 1972 — В чёрных песках — Шамурад-хан (роль Б. З. Ватаева)
49. 1972 — Кровавый камень — Барон Юкскюль (роль А. Барчаса)
50. 1972 — Похищение в Париже — Кассар (роль М. Пикколи)
51. 1972 — Фламинго, розовая птица — Мухтаров (роль Т. М. Тагизаде)
52. 1972—1974 — Звездная минута (документальный) — читает текст от автора
53. 1973 — Дверь без замка — Ермолаич, начальник пристани (роль М. Е. Медведева)
54. 1973 — Семнадцать мгновений весны — авторский текст
55. 1973 — Тайна забытой переправы — Абдурахман-хан (роль А. Мухамеджанова)
56. 1974 — В то далёкое лето… — закадровый голос (нет в титрах)
57. 1974 — Если хочешь быть счастливым — Сергей Александрович (роль В. И. Симчича)
58. 1974 — Мосфильму 50 (документальный) — читает текст

### Участие в фильмах
1. 1972 — Прежде всего — театр (документальный)

### Архивные кадры
1. 1998 — Ефим Копелян (из цикла телепрограмм канала ОРТ «Чтобы помнили») (документальный)
2. 2007 — Ефим Копелян. Русский Жан Габен (документальный)

## Награды и звания
- Заслуженный артист РСФСР (1957)[13]

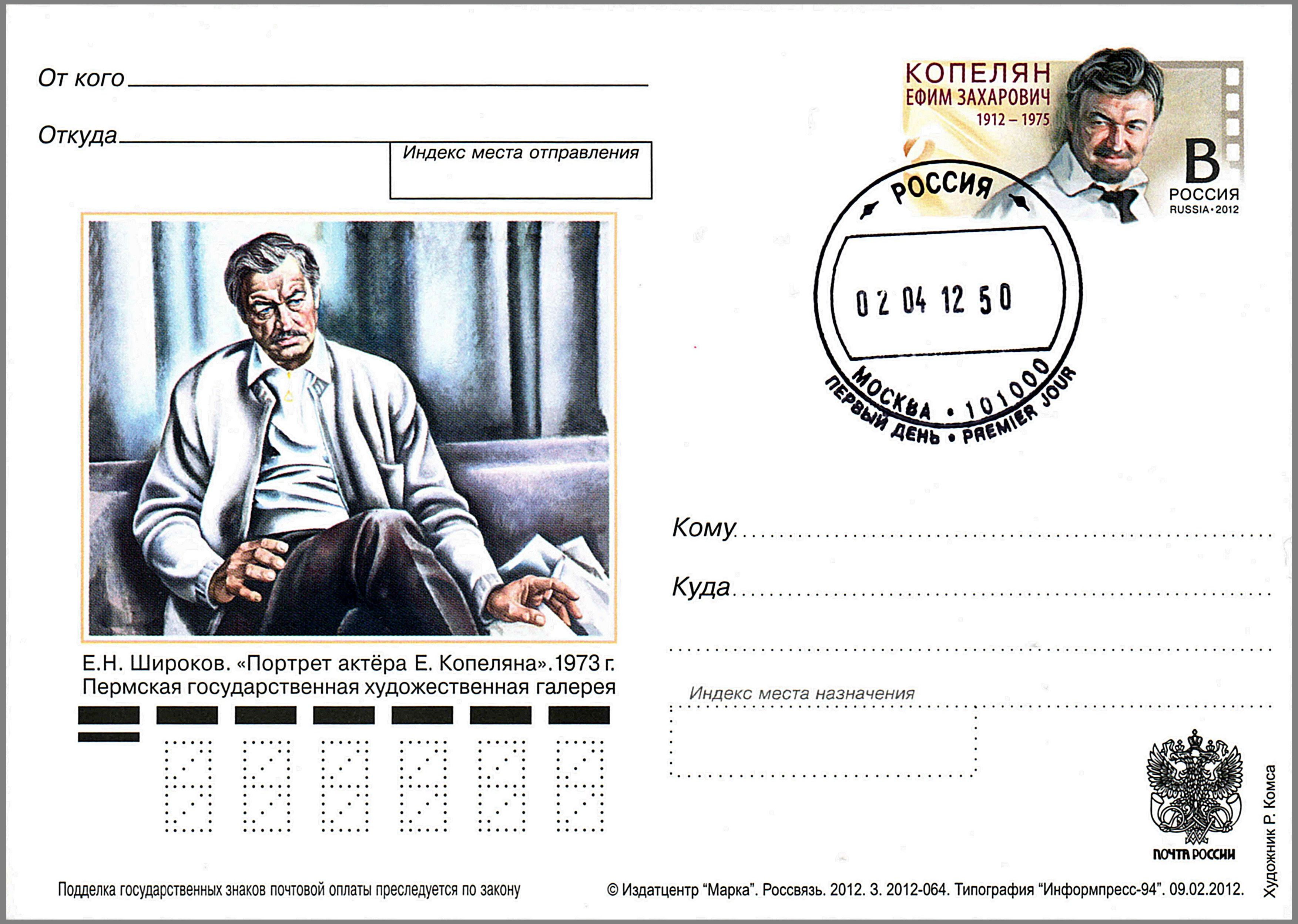
Портрет Ефима Копеляна работы Е. Н. Широкова на почтовой карточке, выпущенной к столетию со дня рождения актёра. Россия, 2012 г.

- Народный артист РСФСР (23 апреля 1965 года) — за заслуги в области советского театрального искусства[14]
- Народный артист СССР (1973)
- Государственная премия РСФСР имени братьев Васильевых (1976 — посмертно) — за чтение авторского текста за кадром в фильме Т. М. Лиозновой «Семнадцать мгновений весны»
- ВКФ (1968, Вторая премия за лучшую мужскую роль, фильм «Николай Бауман»)
- ВКФ (1968, Вторая премия за лучшую мужскую роль, фильм «Николай Бауман»)
- Медаль «За оборону Ленинграда» (1944)
- Медаль «За доблестный труд в Великой Отечественной войне 1941—1945 гг.» (1945)
- Медаль «За победу над Германией в Великой Отечественной войне 1941—1945 гг.» (1946)
- Медаль «В память 250-летия Ленинграда» (1957)
- Медаль «Двадцать лет Победы в Великой Отечественной войне 1941—1945 гг.»
- Медаль «В ознаменование 100-летия со дня рождения Владимира Ильича Ленина»